# Urochondra
Urochondra is een geslacht uit de grassenfamilie (Poaceae). De soort van dit geslacht komt voor in Afrika, gematigd Azië en tropisch Azië.

## Soorten
Van het geslacht is alleen de volgende soort bekend: 
- Urochondra setulosa